# 柳京卡河
柳廷卡河（烏克蘭語：Лютинка），是烏克蘭西部的河流，屬於德涅斯特河的右支流。該河流經利維夫州的斯特雷區，河道全長21公里，河道全長64.6平方公里。